# Stroncium-nitrid
A stroncium-nitrid kémiai vegyület, képlete Sr3N2. Fém stroncium levegőben meggyújtásakor keletkezik stroncium-oxid mellett. Vízzel reagálva stroncium-hidroxid és ammónia keletkezik belőle:
Sr3N2 + 6 H2O → 3 Sr(OH)2 + 2 NH3

## Fordítás
Ez a szócikk részben vagy egészben  a   Strontium nitride című angol Wikipédia-szócikk fordításán alapul.  Az eredeti cikk szerkesztőit annak laptörténete sorolja fel. Ez a jelzés csupán a megfogalmazás eredetét és a szerzői jogokat jelzi, nem szolgál a cikkben szereplő információk forrásmegjelöléseként.